# CMOS

CMOS inverter (logikai NEM kapu) áramköri rajza

A CMOS egy digitális integrált áramkör építési technológia, neve az angol kifejezésből származik: Complementary Metal-Oxide Semiconductor, jelentése: komplementer fém-oxid félvezető.

## Jellemzői
A gyártás a MOS technológián alapul, de a PMOS és az NMOS tipusú áramköri elemek egyidejű felhasználásával olyan kapcsolástechnika valósítható meg, amely a korábbi (például TTL) alkatrészeknél lényegesen nagyobb működési sebesség elérését teszik lehetővé kisebb energiafelvétel mellett.
A CMOS áramkörök érzékenyek az elektrosztatikus feltöltődésre, ezért nem szabad közönséges műanyag csomagolásban tárolni, és szerelés közben is szükséges a munkahelyet földelni. A nagyon vékony fém-oxid szigetelőelemek esetén már viszonylag kis feszültségkülönbség (néhányszor 10 V) is átütéshez vezethet.

## Felhasználása
Kis áramfelvétele miatt ideális a telepes táplálású (hordozható) elektronikai eszközökben, valamint a hosszú idejű tárolási feladatokra. Például a személyi számítógépek BIOS beállításait is egy 3 V-os lítium-elemről működő CMOS memória (SRAM) tárolja, akár több évig is.
Képdigitalizálásra például mobiltelefonokban, webkamerákban és olcsóbb digitális fényképezőgépekben, de megtalálható a professzionális használatra szánt, tükörreflexes digitális fényképezőgépek képalkotójaként is.